# Саймон, Джо
Джо Саймон (англ. Joe Simon, 11 октября 1913 года — 14 декабря 2011 года) — американский автор комиксов, художник, редактор и издатель.
Саймон является создателем или соавтором многих важных персонажей Золотого века комиксов 1930—1940-х годов и был первым редактором Timely Comics, компании, которая в 1960-х гг. была переименована в Marvel Comics.

## Биография

### Ранний период жизни
Джо Саймон родился в 1913 году; вырос в Рочестере, в семье Гарри Саймона, который в 1905 году эмигрировал из Лидса, и Роуз (Курланд), с которой Гарри познакомился в Соединенных Штатах. Гарри Саймон переехал в Рочестер, затем в центр по производству одежды, где жил его младший брат Исаак; в 1912 году у пары родилась дочь Беатрис. Саймоны были бедной еврейской семьей, которые жили в «квартире на первом этаже, которая использовалась как ателье моего отца». Саймон учился в средней школе Бенджамина Франклина, где он был арт-директором школьной газеты и ежегодника и заработал свой первый профессиональный гонорар в качестве художника, когда два университета заплатили по 10 долларов за право публикации его ар-деко в качестве темперных страниц для разделов ежегодника.

### Начало карьеры
По окончании института в 1932 году арт-директор «Rochester Journal-American» Адольф Эдлер нанял Саймона в качестве помощника, заменив уволившегося будущего коллегу Саймона по комиксам Эла Лидермана. В перерывах между своими обязанностями по работе, Саймон иногда занимался спортивной и редакционной карикатурой для газеты. Два года спустя Саймон устроился художником в «Syracuse Herald-Journal» в Сиракьюсе, получая $45 в неделю, также работая над карикатурами. Вскоре после этого, за $60 в неделю, он сменил Лидермана на посту арт-директора газеты. Газета вскоре закрылась, и 23-летний Саймон отправился в Нью-Йорк. Здесь Саймон снял комнату в пансионе Haddon Hall в районе Морнингсайд-Хайтс на Манхэттене, недалеко от Колумбийского университета. По предложению арт-директора «New York Journal American» он искал и вскоре нашел внештатную работу в «Paramount Pictures», работая над Paramount Theatre на Бродвее, ретушируя рекламные фотографии киностудии. Он также нашел внештатную работу в Macfadden Publications, делая иллюстрации для «True Story» и других журналов. Некоторое время спустя его начальник, арт-директор Харлан Крэндалл, порекомендовал Саймона Ллойду Жаке, главе компании Funnies, Inc., одного из «упаковщиков» комиксов той эпохи, который поставлял контент комиксов по запросу издателям, тестирующим новую среду. В тот день Саймон получил свое первое задание по комиксам — семистраничный вестерн.
Четыре дня спустя, Жаке, по просьбе издателя «Timely Comics» Мартина Гудмана попросил Саймона создать пламенного супергероя, подобного успешному персонажу Timely — Человеку-факелу. Отсюда появился первый герой комиксов Саймона, Пламенная Маска. За это время Саймон по крайней мере в одном рассказе использовал псевдоним Грегори Сайкс: «Король джунглей» с Человеком-Тигром в главной роли, выпущенный в Daring Mystery Comics № 2 Timely (февраль 1940 года).

### Саймон и Кирби
В это время Саймон познакомился с художником комиксов «Fox Feature Syndicate» Джеком Кирби, с которым у него скоро начнется легендарное сотрудничество, которое продлится полтора десятилетия. Выступая в 1998 году на конференции San Diego Comic-Con International в Сан-Диего, Саймон рассказал о встрече: «У меня был костюм, и Джек подумал, что он действительно хорош. Он никогда раньше не видел художника комиксов в костюме. Причина, по которой у меня был костюм, заключалась в том, что мой отец был портным. Отец Джека тоже был портным, но он шил штаны! Так или иначе, я выполнял внештатную работу, и у меня был небольшой офис в Нью-Йорке, примерно в десяти кварталах от офисов DC [Comics] и Fox [Feature Syndicate], и я работал над Blue Bolt для Funnies, Inc. Конечно, мне нравились работы Джека, и когда я впервые увидел их, я не мог поверить в то, что видел. Он спросил, можем ли мы вместе поработать фрилансером. Я был в восторге и отвел его в свой маленький офис. Мы работали со вторым выпуском Blue Bolt…».
После ухода из Fox, Саймон стал первым редактором компании в Timely Comics издателя Pulp-журнала Мартина Гудмана (будущие Marvel Comics), где Саймон вместе с Кирби создал оригинального патриотического героя Капитана Америку.
Первый номер комикса «Капитан Америка» (март 1941 г.), поступивший в продажу в декабре 1940 г. — за год до нападения на Перл-Харбора, но уже показывающий, как герой бьёт Гитлера в челюсть — продано почти миллион копий. Они остались в хитовой серии как команда до выпуска № 10 и зарекомендовали себя как заметная творческая сила в отрасли. После публикации первого выпуска, Саймон попросил Кирби присоединиться к команде Timely в качестве арт-директора компании.
Несмотря на успех персонажа Капитана Америки, Саймон чувствовал, что М. Гудман не платит паре обещанный процент прибыли, и поэтому стал искать работу для них двоих в National Comics, (позже названной DC Comics). Саймон и Кирби договорились о сделке, по которой им будет выплачиваться в общей сложности $500 в неделю, в отличие от 75 и 85 долларов, которые они соответственно получали в Timely. Опасаясь, что Гудман не заплатит им, если узнает, что они переезжают в National Comics, Саймон и Кирби держали сделку в секрете, параллельно продолжая работать на компанию Гудмана.
Кирби и Саймон провели свои первые недели в National Comics, пытаясь придумать новых персонажей, в то время как компания искала, как лучше всего использовать возможности данной пары. После нескольких неудачных попыток создания образа героя привидения, назначенный редактор из National Джек Либовиц сказал им: «просто делайте то, что хотите». Затем пара обновила функцию супергероя Sandman в Adventure Comics и создала супергероя Manhunter . В июле 1942 года они начали работу над фильмом «Мальчик-коммандос». Продолжающийся сериал «Детская банда» «Мальчика-коммандос», запущенный позже в том же году, стал первым национальным фильмом команды, получившим собственное название. Успех данного произведения был огромным: в месяц продавалось более миллиона копий, став третьим бестселлером National Comics. Они также добились успеха с персонажами детской банды Newsboy Legion в Star-Spangled Comics. В 2010 году писатель и исполнительный директор DC Comics Пол Левитц заметил, что «Как Джерри Сигел и Джо Шустер, творческая команда Джо Саймона и Джека Кирби была знаком качества и подтвержденной репутацией».
Гарри Мендрик, реставратор серии сборников издательства «Titan Publishing Group» Саймона и Кирби, считает, что Саймон использовал псевдоним Glaven как минимум на двух обложках за это время: на обложках Harvey Comics Speed Comics #22 и Champ Comics #22 (оба сент. 1942), хотя Grand Comics Database (GCD) не подтверждает это. Мендрик также считает, что и Кирби, и Саймон использовали псевдоним Jon Henri в нескольких других комиксах 1942 года о Харви, как и «Who’s Who in American Comic Books 1929—1999».
Во время Второй мировой войны Саймон поступил на службу в Береговую охрану США. В своей автобиографии 1990 года Саймон пишет, что сначала был назначен на год в конный патруль на острове Лонг-Бич, недалеко от Барнегата, штат Нью-Джерси, а затем для базовой подготовки был отправлен в учебный лагерь недалеко от Балтимора, штат Мэриленд. После этого он явился на службу в боевых искусств корпуса в Вашингтоне, в отдел общественной информации береговой охраны. Саймон работал там в 1944 году, когда встретил спортивного обозревателя New York Post Милта Гросса, который работал в отделе по связям с общественностью береговой охраны, и они стали соседями по комнате в общежитии. В соответствии с миссией своего подразделения по популяризации береговой охраны, Саймон создал настоящий комикс о береговой охране, который округ Колумбия согласился опубликовать, за которым последовали версии, распространенные на национальном уровне журналом Parents в секциях комиксов воскресной газеты под названием True Comics. Это привело к тому, что ему поручили создать книгу комиксов, направленную на привлечение сотрудников береговой охраны. Вместе с Гроссом в качестве писателя Саймон продюсировал «Adventure Is My Career», распространяемые издательством Street & Smith для продажи в газетных киосках.
Уволившись, Саймон вернулся в Нью-Йорк, где вскоре женился на Харриет Фельдман, секретарше из Harvey Comics. Саймонс и Кирби, вместе со своими семьями переехали в дома друг напротив друга на Браун-стрит в Минеоле, Нью-Йорк, на Лонг-Айленде, где Саймон и Кирби работали в домашней студии.

### Crestwood, Black Magic и романтические комиксы
Когда после окончания Второй мировой войны популярность комиксов о супергероях упала, Саймон и Кирби начали создавать различные истории во многих жанрах. В сотрудничестве с Crestwood Publications они разработали импринт Prize Group, через которую они опубликовали Boys' Ranch и запустили ранний хоррор-комикс, атмосферный и негромкий сериал Black Magic. Команда также создала криминальные и юмористические комиксы, а также опубликовала первое название романтического комикса, Young Romance, положив начало успешной тенденции.
По настоянию продавца из Crestwood Кирби и Саймон в конце 1953 или начале 1954 года основали собственную компанию комиксов – Mainline Publications , взяв в субаренду помещение на Бродвее 1860 у своего друга Эла Харви.
Mainline опубликовала четыре названия: Вестерн-комикс Bullseye: Western Scout; военный комикс Foxhole, поскольку EC Comics и Atlas Comics имели успех с военными комиксами, но продвигали их как написанные и нарисованные настоящими ветеранами; In Love, поскольку их более ранний романтический комикс «Young Love» все еще являлось объектом широкого подражания; и криминальный комикс «Police Trap», который как утверждали, был основан на подлинных рассказах сотрудников правоохранительных органов. При итерации "Timely Comics" 1950-х годов, Atlas Comics, перезапустив Капитана Америку в новом сериале (в 1954 году), Кирби и Саймон создали Fighting American. Саймон вспоминал: «Мы думали, что покажем им, как снимается Капитан Америка». В то время как в комиксе главный герой изначально изображался как антикоммунистический драматический герой, Саймон и Кирби превратили сериал в сатиру о супергероях во втором выпуске после слушаний по делу «Армия-Маккарти» и общественной реакции на преследования красных сенатором Джозефом Маккарти.
Партнерство закончилось в 1955 году, когда индустрия комиксов была окружена добровольной цензурой, негативной рекламой и падением продаж. Саймон «хотел заниматься другими делами, а я придерживался комиксов» – вспоминал Кирби в 1971 году. «Все было хорошо. Не было причин продолжать сотрудничество, и мы расстались друзьями». В этот период Саймон в первую очередь большое внимание обращал рекламе и коммерческому искусству, иногда снова погружаясь в комиксы. В 1959 году Саймон и Кирби на короткое время снова начали сотрудничать: Саймон написал и сотрудничал с артом для «Archie Comics», где дуэт обновил супергероя Щита в двух выпусках «The Double Life of Private Strong» (июнь – август 1959), а Саймон создал супергерой Fly; они продолжали сотрудничать над первыми двумя выпусками «The Adventures of the Fly» (август – сентябрь 1959 г.), а Саймон и другие художники, включая Эла Уильямсона, Джека Дэвиса и Карла Бургоса, написали четыре выпуска, прежде чем Саймон начал работать в коммерческом искусстве.

### Серебряный век комиксов и позже
В течение 1960-х Саймон продюсировал продвижение комиксом для рекламного агентства Burstein and Newman, став арт-директором Burstein, Phillips and Newman с 1964 по 1967 год. Одновременно, в 1960 году, он основал сатирический журнал Sick, конкурент журнала Mad, и более десяти лет редактировал и продюсировал материалы для них.
В этот период, известный фанатам и историкам как Серебряный век комиксов, Саймон и Кирби снова воссоединились, чтобы работать для Harvey Comics в 1966 году, обновив «Fighting American» для одного выпуска (октябрь 1966). Саймон, как владелец и редактор, также помог запустить оригинальную линию супергероев Harvey, с Unearthly Spectaculars #1–3 (октябрь 1965 – март 1967) и Double-Dare Adventures #1–2 (декабрь 1966 – март 1967), последний из которых познакомил с комиксами влиятельного писателя-художника Джима Стеранко.

## Личная жизнь
Саймон был женат на Харриет Фельдман, с которой он жил на Браун-стрит в Минеоле, штат Нью-Йорк. У них было два сына и три дочери.
Саймон умер в Нью-Йорке 14 декабря 2011 года в возрасте 98 лет после непродолжительной болезни.
Marvel Comics посвятила Саймону Avenging Spider-Man #5.